# John Njenga
John Njenga (* 25. Dezember 1928 in Tigoni bei Kiambu, Centralprovinz; † 4. November 2018 in Nairobi) war ein kenianischer Geistlicher und römisch-katholischer Erzbischof von Mombasa.

## Leben
John Njenga studierte Theologie und Latein in Tansania. Er empfing am 17. Februar 1957 das Sakrament der Priesterweihe im Kibosho Major Seminary in Tansania. 1957 studierte er in London Soziologie und wurde in Kanonischem Recht promoviert. Er war anschließend in der Seelsorge im Erzbistum Nairobi tätig.
Am 19. Oktober 1970 wurde er von Papst Paul VI. zum Bischof von Eldoret ernannt. Die Bischofsweihe spendete ihm der Apostolische Pro-Nuntius in Kenia, Erzbischof Pierluigi Sartorelli, am 22. November desselben Jahres. Mitkonsekratoren waren der Koadjutorerzbischof von Nairobi, Maurice Michael Otunga, und Bischof von Nyeri, Caesar Gatimu.
Papst Johannes Paul II. ernannte ihn am 25. Oktober 1988 zum Bischof von Mombasa. Mit der Erhebung der Diözese zum Erzbistum wurde er am 21. Mai 1990 zu dessen erstem Erzbischof ernannt.
Am 1. April 2005 wurde seinem altersbedingten Rücktrittsgesuch von Papst Johannes Paul II. – in einer seiner letzten Amtshandlungen – stattgegeben.

## Einzelnachweis
1. ↑  Retired Catholic Archbishop John Njenga dies

| Vorgänger               | Amt                              | Nachfolger                     |
| ----------------------- | -------------------------------- | ------------------------------ |
| —                       | Erzbischof von Mombasa 1990–2005 | Boniface Lele                  |
| Nicodemus Kirima        | Bischof von Mombasa 1988–1990    | —                              |
| Joseph Brendan Houlihan | Bischof von Eldoret 1970–1988    | Cornelius Kipng’eno arap Korir |

| Personendaten    | Personendaten                                                         |
| ---------------- | --------------------------------------------------------------------- |
| NAME             | Njenga, John                                                          |
| KURZBESCHREIBUNG | kenianischer Geistlicher, römisch-katholischer Erzbischof von Mombasa |
| GEBURTSDATUM     | 25. Dezember 1928                                                     |
| GEBURTSORT       | Tigoni bei Kiambu, Centralprovinz, Kenia                              |
| STERBEDATUM      | 4. November 2018                                                      |
| STERBEORT        | Nairobi                                                               |